# ハルピュイアの聖母
『ハルピュイアの聖母』（ハルピュイアのせいぼ、イタリア語：Madonna delle Arpie）は、盛期ルネサンスの主要な画家であるアンドレア・デル・サルトによる油彩の祭壇画である。1515年に委嘱され、台座の碑文に画家によって1517年と記された。現在、フィレンツェのウフィツィ美術館にある。ヴァザーリによって賞賛され、間違いなく画家の最も有名な作品である。

## 概要
聖母は、浮き彫りに彫られたハルピュイアを含む台座の上に立っている。この台座から、この絵の名前が付けられている。少なくともヴァザーリ、そしておそらくフィレンツェの同時代人たちは、その浮き彫りがハルピュイアだと思っていた。一部の現代の美術史家は、黙示録を参照して、イナゴが表現されていると考えている。いずれにせよ、それらは聖母によって踏みにじられている悪の力を表している。
これは、プットの天使たちと2人の聖人（聖ボナヴェントゥラ、または聖フランチェスコと福音記者聖ヨハネ）に囲まれた聖母子を表す聖会話である。同様の人物群を描く初期 (15世紀)の絵画の静けさと比較して、「盛期ルネサンスのダイナミズムは、15世紀の芸術の静的な特質に反していた」ので、ここでは「基本的に古典的な純粋さの構成が、多様性の不安な印象を生み出すために人物像の神経質なエネルギーによって活気づけられている」。
絵画は、フィレンツェのサン・フランチェスコ・デイ・マッチの修道院兼病院の教会のために1517年に仕上げられた。この教会は、クララ会によって運営されており、長い間閉鎖されているが、教会の建物は残っている。人物像は、ピラミッド型の構図で、レオナルド・ダ・ヴィンチ的なオーラを持っている。異教の神話からの像であるハルピュイア（またはイナゴ）は、ここでは、聖母が征服し、踏みつけている誘惑と罪を表している。幼子キリストは異常に年上の子として示され、運動のコントラポストのポーズをとっている。キリストはプットを見下ろし、三人全員が大人の深刻で抽象化された空気とは対照的な「いたずらっ子さ」を持っている。
トルコの作家サバハッティン・アリが書いた小説『クルク・マントル・マドンナ（毛皮のコートを着たマドンナ）』の主人公は、『ハルピュイアの聖母』にいる聖母マリアの描写である。